# Przełęcz Śnieżnicka
Przełęcz Śnieżnicka (1123 m n.p.m.) – przełęcz górska, w południowo-zachodniej Polsce, w Sudetach Wschodnich, w Masywie Śnieżnika.

## Położenie
Przełęcz Śnieżnicka, położona w Sudetach Wschodnich, na terenie Śnieżnickiego Parku Krajobrazowego, w środkowo-wschodniej części Masywu Śnieżnika, około 1,5 km na północny zachód od Śnieżnika, po północnej stronie Hali pod Śnieżnikiem.
Przełęcz przedstawia w terenie mało wyraźne, rozległe obniżenie o niesymetrycznych zboczach i podejściach, płytko wcinając się w gnejsowe podłoże rozrogu, odchodzącego od Śnieżnika w północno-zachodnim kierunku.
Przełęcz oddziela wzniesienie Średniak (1210 m n.p.m.) od Śnieżnika (1425 m n.p.m.), głównego wzniesienia masywu. Przełęcz stanowi węzeł szlaków turystycznych i dróg leśnych, w którym schodzą się cztery drogi oraz cztery szlaki turystyczne. Na przełęczy znajduje się niewielkie miejsce odpoczynku z wiatą turystyczną. Najbliższe otoczenie przełęczy zajmuje niewielka leśna polana, dalsze otoczenie porośnięte jest lasem regla górnego. Z przełęczy prowadzi do Schroniska na Śnieżniku stroma kamienista droga.

## Turystyka
Przez przełęcz przechodzą szlaki turystyczne
- czerwony – fragment Głównego Szlaku Sudeckiego prowadzący z Lądka Zdr. na Halę pod Śnieżnikiem i dalej
- zielony – prowadzący ze Stronia Śląskiego na przełęcz
- niebieski – prowadzący z Przełęczy Puchaczówka na przełęcz
- żółty – fragment prowadzący ze Stronia Śląskiego na Halę pod Śnieżnikiem